# Pod školou (přírodní památka, Hlubočepy)
Pod školou je přírodní památka v Praze, v katastrálním území Hlubočepy. Jedná se o oblast v opuštěném lomu, severně od Buštěhradské dráhy. Památka o rozloze 2,46 ha představuje typické naleziště řady fosilních organismů popsaných v řadě prací od dob J. Barranda. V lomové stěně je odkryta spodní a vrchní část třebotovských vápenců s břidličnými vložkami, obsahujícími trilobity.